# 安格尔堡
安格尔堡是德国黑森州的一个市镇。总面积16.72平方公里，总人口3559人，其中男性1865人，女性1694人（2011年12月31日），人口密度213人/平方公里。